# Malvina Schnorr von Carolsfeld

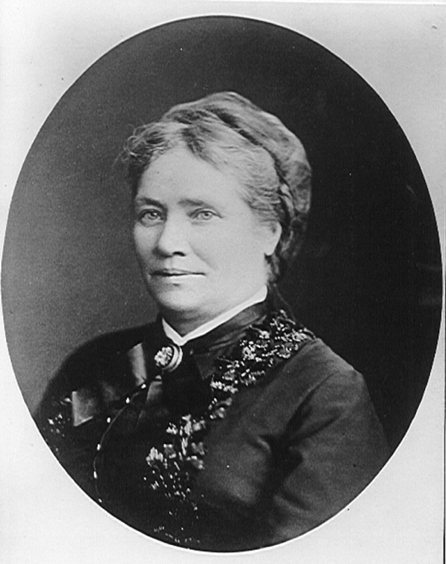
Malvina Schnorr von Carolsfeld (Fotografie von Walter Möbius, 1881)

Malvina Schnorr von Carolsfeld (geborene Eugénia Malvina Garrigues; 7. Dezember 1825 in Kopenhagen; 8. Februar 1904 in Karlsruhe) war eine Opernsängerin der Stimmlage Sopran, die an einer Reihe bedeutender deutscher Opernhäuser verpflichtet war.
Sie heiratete im April 1860 den Tenor Ludwig Schnorr von Carolsfeld und nahm gemeinsam mit ihm ein Engagement am Königlichen Hoftheater in Dresden an. Im Jahre 1865 sang das Ehepaar die Titelrollen in der Uraufführung von Richard Wagners Liebesoper Tristan und Isolde in München.

## Leben und Werk
Eugénia Malvina Garrigues war das sechste von acht Kindern des Magdeburger Kommerzienrates Jean Antoine Henri Garrigues (1782–1857) und seiner Frau Nannette Palmier (1796–1854), einer Deutschen französischer Herkunft. Malvinas Vater war ein zunächst nach Schweden ausgewanderter und später in Dänemark sesshaft gewordener Hugenottennachkomme, ein Enkel des Gerichtsassessors Moyse Garrigue. Er wurde von der portugiesischen Königin Maria II. zum portugiesischen Konsul in Dänemark ernannt. Ihr Vorname wird manchmal auch als Malwina und Malwine  angegeben, jedoch ist Malvina die korrekte Schreibweise. Entgegen fallweise behaupteter brasilianischer oder portugiesischer Abstammung ist durch ihre deutsch-französischen Eltern ihre Herkunft geklärt. Aufgrund der Stellung ihres Vaters wurde Malvina im portugiesischen Konsulat von Kopenhagen getauft.
Sie studierte bei Manuel Patricio Rodríguez García in Paris und debütierte 1841 in Meyerbeers Robert der Teufel in Breslau, wo sie bis 1849 engagiert war. In den Jahren 1849 bis 1853 war sie am Herzoglich sächsischen Hoftheater verpflichtet, an dem sie abwechselnd in Coburg und Gotha auftrat. Im Jahr 1854 wurde sie an das Großherzogliche Hoftheater in Karlsruhe verpflichtet. Dort sang sie gemeinsam mit dem zehn Jahre jüngeren Heldentenor Ludwig Schnorr von Carolsfeld in mehreren Opern, darunter Meyerbeers Les Huguenots. Die beiden heirateten im April 1860. Noch im selben Jahr wurden Ludwig und Malvina Schnorr von Carolsfeld an die Dresdner Semperoper verpflichtet. Malvina stellte nach der Hochzeit ihre eigene Karriere zurück, um ihren Mann zu unterstützen.

### Erste Isolde

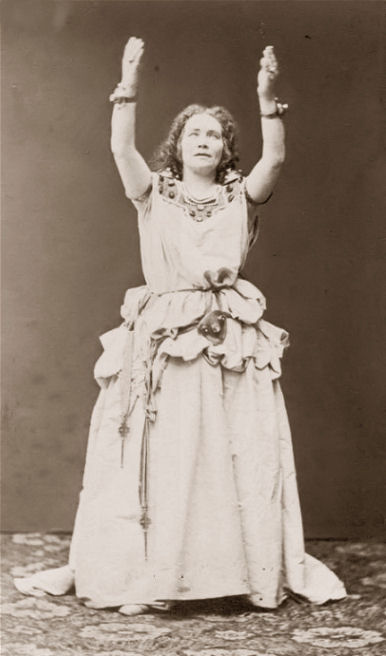
Isolde, München, 1865

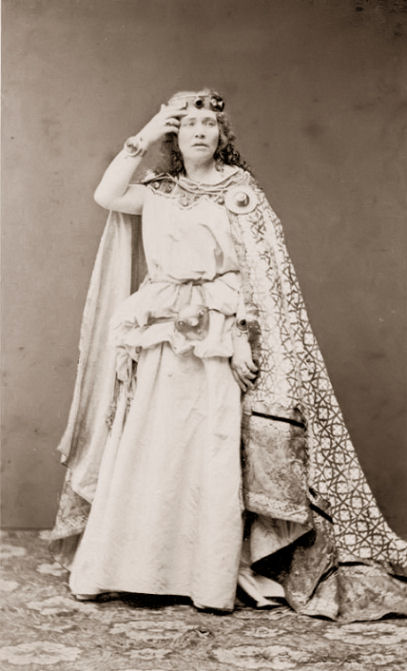
Isolde, München, 1865

Wagners Tristan und Isolde sollte ursprünglich in Rio de Janeiro, dann in Karlsruhe zur Uraufführung gelangen. Dafür war schon der 3. Dezember 1859 festgelegt worden, der Geburtstag der Großherzogin Luise. Als Tristan und Isolde waren Ludwig Schnorr von Carolsfeld und Malvina Garrigues vorgesehen. In einem Brief an seine Frau Minna vom Oktober 1859 betreffend die Karlsruher Planungen bedauerte Wagner: „Keine andere, als die stimmlose Garrigues zur Isolde. Noch ist dies auch nicht einmal ganz entschieden; ihr liegt vieles zu tief, denn sie kann nur in der Höhe noch sich hörbar machen.“ Die Uraufführung kam in Karlsruhe nicht zustande. 
Ein zweiter Versuch, die Oper in Karlsruhe mit dem Sängerpaar aufzuführen, scheiterte daran, dass die Wiener Hofoper ihre Sänger für die Nebenpartien nicht freigeben, sondern die Oper selbst zur Uraufführung bringen wollte. Auch in Wien wurde bereits ein Tag der Uraufführung festgelegt, der 1. Oktober 1861, der ebenfalls nicht eingehalten werden konnte. Während Wagners Aufenthalt in Biebrich hielten sich im Juli 1862 vierzehn Tage lang Malvina und Ludwig Schnorr von Carolsfeld beim Komponisten auf. Unter Wagners Anleitung und mit Hans von Bülow am Klavier studierten sie dort die Titelpartien von Tristan und Isolde für die im Winter in Dresden geplante Uraufführung. Nach dem endgültigen Scheitern des Wiener Versuchs der Uraufführung nach 77 Proben wurde diese für Dresden beziehungsweise Weimar geplant, stets mit Malvina und Ludwig Schnorr von Carolsfeld in den Hauptrollen. Doch auch diese Pläne scheiterten. Die Oper galt forthin als unspielbar.
Als König Ludwig II. von Bayern 1865 Wagner die Möglichkeit eines neuerlichen Versuchs der Uraufführung an seiner Münchner Hofoper ermöglichte, erinnerte sich Wagner an die Klavierproben von Biebrich und wählte das Ehepaar als Hauptdarsteller. Die Premiere sollte am 15. Mai 1865 stattfinden, dirigiert von Hans von Bülow. Bereits die Generalprobe am 11. Mai – in Anwesenheit des Königs und 600 geladener Gäste – stellte für Wagner die „Erfüllung des Unmöglichen“ dar, doch kurz vor der Uraufführung wurden seine Möbel gepfändet, er erfuhr von der lebensbedrohlichen Krankheit seiner Frau Minna, die sich in Dresden aufhielt und schließlich stand Ludwig Schnorr von Carolsfeld vor seiner Tür und gestand ihm unter Tränen, dass seine Frau infolge ihrer Heiserkeit, verschlimmert durch ein Dampfbad am Vorabend, keinesfalls an diesem Tag singen könne. Eine Quelle nannte „Erkältung und Herzschmerzen“, andere „Heiserkeit“. Das Sängerpaar reiste nach Bad Reichenhall zur Kur, Wagner ermutigte seine „Löwen“, fallweise auch als sein „vielgeliebtes Hummelpaar“ bezeichnet, unermüdlich mittels Briefen, und am 10. Juni 1865 konnte die Uraufführung tatsächlich stattfinden. Die sängerischen Leistungen wurden allgemein gelobt, nur die „Unanständigkeit“ des Werkes wurde getadelt. Ludwig Schnorr von Carolsfeld schrieb tags darauf seinem Vater:

„Die Wirkung war eine immense, eine vom ersten bis zum letzten Akt sich unablässig steigernde. […] Neben dem höchsten Glück empfinden wir aber auch eine tüchtige Portion Stolz; ich werde heute öfters stolpern, das weiß ich, denn mein Blick wird sich auf die gemeine Erde nicht so leicht bald wieder senken. Wir haben etwas vollbracht, was uns so bald niemand nachmacht; wir haben es endlich erreicht, das große, große Ziel.“

### Die vierte Aufführung

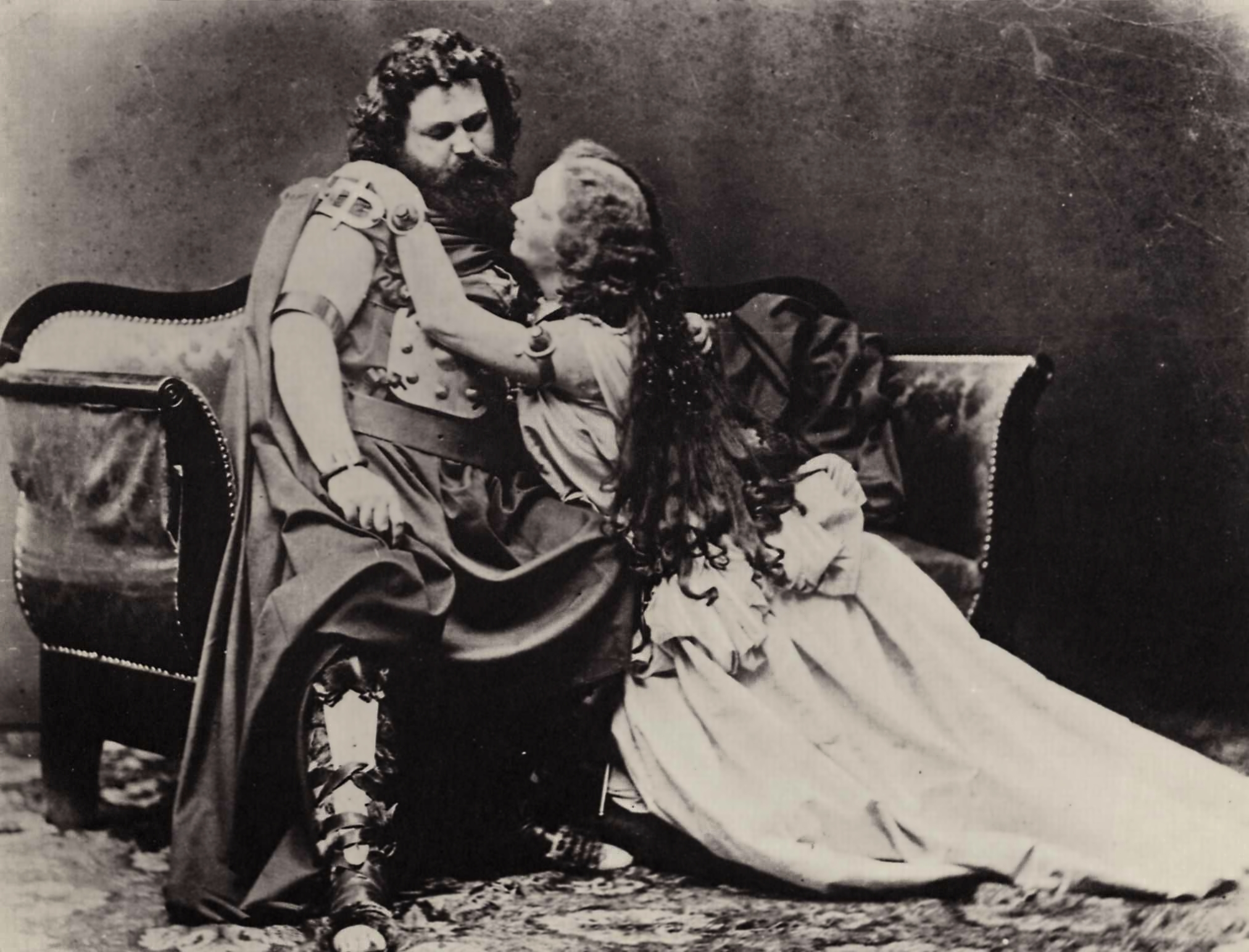
Das Ehepaar Schnorr von Carolsfeld als Wagners Liebespaar, fotografiert von Joseph Albert, München 1865

Nach den drei umjubelten Aufführungen am 10., 13. und 19. Juni 1865 ging das Sängerehepaar zur Erholung an den Tegernsee, wohin ihnen Wagner für einige Tage folgte. Am 23. Juni traf eine Aufforderung des Königs ein, binnen acht bis zehn Tagen noch eine vierte Aufführung anzusetzen. Diese fand am 1. Juli 1865 statt. In ihren Rückerinnerungen aus dem Jahr 1883 schreibt die Sängerin: „Das Telegramm versetzte meinen Mann in die furchtbarste Aufregung, der gegenüber ich ganz ratlos blieb, da sie mir an dem sonst so gleichmütigen Manne ganz neu war. Auf meine besorgte Frage, ob er sich unwohl fühle, antwortete er mit der Gegenfrage: »und Du?« – »Ich bin heiser, aber sollte, wider Erwarten, das Übel sich heben und, vor allen Dingen, Du Dich frei fühlen: warum sollen wir das Wagnis nicht ein viertes Mal bestehen? Um so größer die Ehre!«“
Wagner ermutigte sein Sängerpaar schriftlich: „Mein vielgeliebtes Hummelpaar!, Wer A sagt, muß auch B sagen! – Ich glaube, Ihr werdet für Samstag Ernst machen müssen. Der König wütet nach dieser letzten Aufführung und fürchtet, je mehr es sich damit hinausschiebt, – wieder neue Belästigungen zu erhalten. Er hat sich also um eine vierzehntägige Verlängerung Eures Urlaubes (nach Dresden) gewandt […] Also Arbeit vollauf! Folgt mit gutem Beispiel nach: gebt die Hypochondrie auf, man hat gar nichts davon. Wie viel schöner ist es dagegen, sich in die Wüste zu stürzen und harmlose Wanderer brüllend aufzufressen!“
Alle Beteiligten waren sich einig, dass die vierte zur gelungensten Aufführung der Serie wurde. Das Publikum jubelte. Hans von Bülow: „Schön wie der schönste Dichtertraum.“ Malvina Schnorr von Carolsfeld: „Es war die vollendetste Aufführung, und wir – was selten vorkam – mit uns zufrieden.“ Wagner: „In der vierten Aufführung erfaßte mich – im letzten Akte – das Gefühl des Frevels dieser unerhörten Leistung; ich rief: dies ist die letzte Aufführung des Tristan und nie wieder darf er gegeben werden.“
Am 12. Juli ordnete der König eine Separatvorstellung mit Auszügen der bedeutendsten Werke Wagners an, wobei der Tristan-Darsteller vier Tenorrollen übernahm, allesamt aus noch nicht uraufgeführten Werken Wagners. Er gab die Rolle des Loge (in einem Fragment aus dem Rheingold), Siegmunds Liebeslied (aus der Walküre), den Heldengesang Siegfrieds beim Schmieden des Schwerts (aus dem damals noch nicht fertiggestellten Siegfried) und die Arie des Walther von Stolzing (aus den Meistersingern von Nürnberg). Am 15. Juli 1865 sang Ludwig Schnorr von Carolsfeld noch einmal eine Wagner-Rolle, den Erik im Fliegenden Holländer, bereits bei angegriffener Gesundheit. Er starb am 21. Juli 1865 – nur drei Wochen nach der vierten und letzten Aufführung von Tristan und Isolde – im Alter von 29 Jahren. Die Todesursache konnte nicht geklärt werden. Zeitgenössische Berichte sprachen von springender Gicht. In seinen letzten Stunden delirierte der Sänger und soll sich Haare ausgerissen haben. Seine letzten Worte sollen gelautet haben: „Leb’ wohl, Siegfried! Tröstet meinen Richard!“
Seine Ehefrau versank in tiefe Depressionen und trat niemals mehr auf.

### Leben nach der Isolde
Nach dem Tod Ludwigs wurde die Sängerin von ihrer Schülerin Isidore von Reutter getröstet und begleitet. Die junge Frau bot sich als Medium an und hielt spiritistische Séancen mit Malvina Schnorr von Carolsfeld ab, die eine Kommunikation mit dem verstorbenen Ehemann eröffnen sollten. Malvina schrieb lange Briefe an ihren Ehemann und erhielt Antworten in Form von Träumen. Isidore von Reutter war beseelt von der Sehnsucht, von König Ludwig geheiratet zu werden, und ihre Lehrerin entwickelte die Vorstellung, es sei ihr schicksalhaft vorbestimmt, Richard Wagner zu ehelichen. Dieser Plan fände die Zustimmung und den Segen des verstorbenen Gatten. Malvina wurde von Isidore darin aufs Heftigste unterstützt.
Im November 1866 reisten die beiden Damen, wissend, dass Hans von Bülow soeben abgereist war, nach Tribschen nahe Luzern, um Richard Wagner in die Heiratspläne einzuweihen. Freilich fanden sie zu ihrer Überraschung dort die hochschwangere Cosima von Bülow vor, die sie im Salon empfing, während Wagner im Obergeschoss arbeitete. Wagner, hinzugerufen, gewann den Eindruck, dass sich Malvina hoffnungslos in ihn verliebt hätte. Die beiden Damen wurden schließlich hinauskomplimentiert. Es folgten heftige Briefwechsel zwischen Malvina, Wagner und dem König, der durch Malvina erstmals vom ehebrecherischen Verhältnis zwischen Wagner und Cosima in Kenntnis gesetzt wurde, kurz nachdem er auf Betreiben Wagners einen Brief zwecks Ehrenrettung Hans von Bülows geschrieben hatte, der auch der Presse zugespielt worden war. Es kam zu keiner der von Isidore und Malvina beabsichtigten Hochzeiten, jedoch im Jahr 1870 zur Scheidung Cosimas und zur Legitimierung ihrer Beziehung zu Wagner, dem sie inzwischen drei Kinder geboren hatte.
Später unterrichtete Malvina Schnorr von Carolsfeld Gesang in Frankfurt. Zu ihren Schülern zählten der Tenor Heinrich Gudehus, der 1886 den ersten Tristan bei den Bayreuther Festspielen sang, und die Sopranistin Rosalie Miller, die später ebenfalls eine renommierte Gesangspädagogin wurde.
Sie komponierte einige Lieder nach Texten von Heinrich Heine und Lord Byron, die sie Jenny Lind widmete. Sie publizierte auch eigene Gedichte und solche ihres Ehemannes, der auch ein talentierter Maler gewesen sein soll.
Die Bayerische Staatsbibliothek kaufte 2025 ein Tagebuch von Malvina Schnorr von Carolsfeld, das die Jahre 1867 und 1868 umfasst.

### Tod

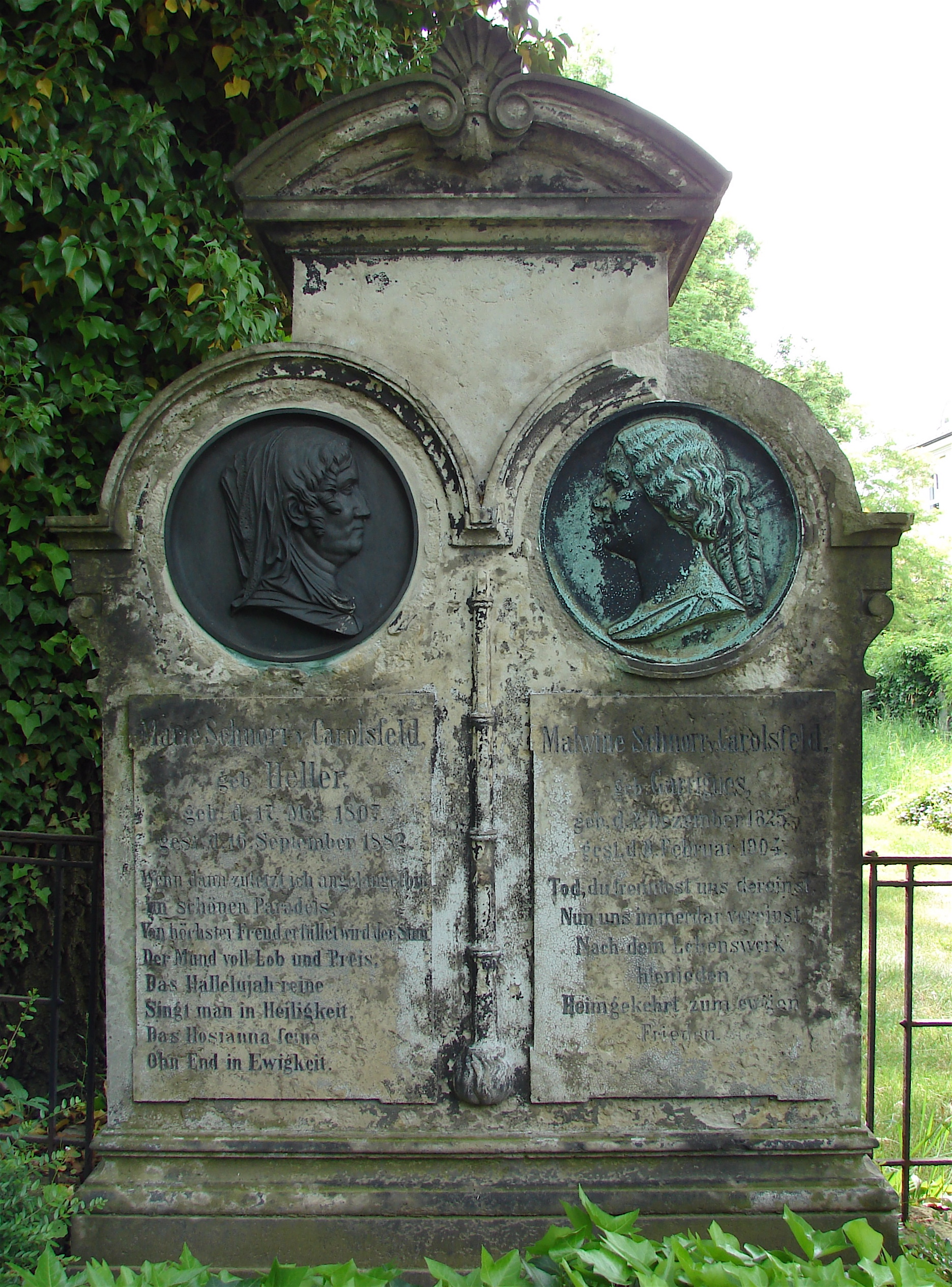
Grabstein für Malvina Schnorr von Carolsfeld und ihre Schwiegermutter Marie Schnorr von Carolsfeld geb. Heller (1807–1882) am Alten Annenfriedhof zu Dresden

Im Alter von 78 Jahren starb sie in einem Spital in Karlsruhe, wurde in Heidelberg kremiert und am Alten Annenfriedhof in Dresden bestattet, nahe ihrem 39 Jahre zuvor verstorbenen Ehemann.

## Nachwirkung
Dame Gwyneth Jones, eine langjährigen Wagner-Heroine, die selbst auch die Isolde gesungen hatte, verkörperte Malvina Schnorr von Carolsfeld 1983 in der Mini-Serie Wagner – Das Leben und Werk Richard Wagners. Ihre Liebes- und Lebensgeschichte wurde auch in einer One-Woman-Show für die Bühne aufgearbeitet, O, Malvina!, erneut dargestellt von Gwyneth Jones.